# سین کوئین
هانا رز کالینز (به انگلیسی: Hannah Rose Collins؛ زادهٔ ۶ مهٔ ۱۹۹۷) که بیشتر با نام هنری سین کوئین (به انگلیسی: Scene Queen) شده و پیش‌تر رز (به انگلیسی: RØSÉ) شناخته می‌شد، خوانندهٔ آمریکایی می‌باشد. او به‌خاطر ابداع سبک بیمبوکور شناخته می‌شود؛ زیرسبکی از متال‌کور که دارای مضامین فمینیستی است. او در پلتفرم شبکهٔ اجتماعی تیک‌تاک به شهرت رسید و تا سپتامبر سال ۲۰۲۳ بیش از ۶۱۸ هزار دنبال‌کننده در این پلتفرم به‌دست آورده است.